# 唸る獣

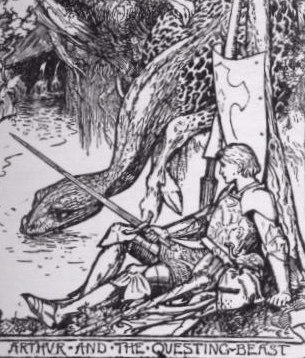
アーサー王と唸る獣

唸る獣（うなるけもの、英語: Questing Beast (マロリー)、古フランス語: Beste Glatissant、新英訳: Bizarre Beast (Lacy 監修訳)）は、アーサー王伝説に登場する架空の怪物。この獣を求め、ペリノア王、パロミデス卿、パーシヴァル卿などが冒険を繰り広げた。
この怪物は頭と尾がヘビ、胴体は豹で尻はライオン、足は鹿という異形の姿をしている。「唸る獣」（Questing Beast）という名前の由来は、その吠え声が、まるで30組の猟犬を使って狩をしているようだ、ということから来ている。
(名前は古語である quest 第2義「猟犬が獲物を見て、いっせいに変な唸り声を上げたてること」に由来し、これはフランス語: glapissant「(動物が鋭い声で鳴く)」に充てた訳語である）。

## 概要
唸る獣が最初に見られる文献は、『ペルレスヴォー』（13世紀）や後期流布本の『Suite du Merlin』に見られる。この後期流布本を元にして作られたトマス・マロリーによる『アーサー王の死』では、アーサー王が自分の姉とは知らず、モルゴースと同衾し、モードレッドを誕生させた後に登場する。そのモードレッドがアーサー王の王国を崩壊させると言う悪夢を見た後、アーサー王は吠える獣が池で水を飲んでいるところを目撃するのである。また、唸る獣はペリノア王やその血を引く者たちがこの獣を狩ろうと捜し求めた。マーリンによれば、唸る獣は自分の兄弟に対し色情を抱いた人間の王女から生まれたという。この王女は、自分を愛する子を作ると約束した悪魔と寝るのだが、悪魔は王女を操り、兄弟に強姦されたと訴えさせた。王女の父親は、犬を使って王女の兄をバラバラに引き裂いたのであるが、彼は死ぬ前に不吉な予言をする。すなわち、王女は自分を引き裂いた犬の群を思わせるような騒音を立てる憎悪の塊を産み出すであろう、と。唸る獣は近親相姦、暴力、混沌、それから最終的に崩壊するアーサーの王国の象徴として扱われているのである。

## 巨体について
『ペルレスヴォー』では、吠える獣について大きく異なる描写をしている。そこでは、吠える獣は純白であり、狐よりも小さく美しいとされている。著者は、獣をキリストの象徴として描写しており、古き法、すなわちイスラエルの12部族の指示者によって殺されるのである。13世紀の詩人、ジェルベール・ド・モントイユによれば、クレティアン・ド・トロワの『パーシヴァル、または聖杯の騎士』において吠える獣は「非常に巨大」と描写されており、さらには神聖なるミサ中に私語にふける不熱心なキリスト教徒の象徴として凄まじい騒音を立てていると解釈される。後期流布本の後、『散文のトリスタン』やマロリーの記述によれば、サラセン人の騎士・パロミデス卿も唸る獣を探す冒険をしたと言う。だが、この冒険は成功することはなく、またパロミデス卿はイゾルデへの恋も実らず、苦しみを得るだけであった。後期流布本では、パロミデス卿の改宗することにより、世俗的な終わりのない冒険への執着から解放される。そして、聖杯を巡る冒険の途中、パロミデス卿は獣によって殺されてしまうのであった。この後、パーシヴァルとガラハッドが獣を湖に追い込んでいる。